# Neufmoulins
Neufmoulins é uma comuna francesa na região administrativa de Grande Leste, no departamento de Mosela. Estende-se por uma área de 1,93 km². Em 2010 a comuna tinha 43 habitantes (densidade: 22,3 hab./km²).